# Liste der Kulturgüter in Zürich/Kreis 12
Die Liste der Kulturgüter in Zürich/Kreis 12 enthält alle Objekte im Kreis 12 der Stadt Zürich, die gemäss der Haager Konvention zum Schutz von Kulturgut bei bewaffneten Konflikten, dem Bundesgesetz vom 20. Juni 2014 über den Schutz der Kulturgüter bei bewaffneten Konflikten sowie der Verordnung vom 29. Oktober 2014 Berger den Schutz der Kulturgüter bei bewaffneten Konflikten unter Schutz stehen.
Objekte der Kategorie A sind im Kreisgebiet nicht ausgewiesen, Objekte der Kategorie B sind vollständig in der Liste enthalten, Objekte der Kategorie C fehlen zurzeit (Stand: 1. Januar 2022). Unter übrige Baudenkmäler sind weitere geschützte Objekte zu finden, die im Verzeichnis der Objekte von überkommunaler Bedeutung der kantonalen Denkmalpflege zu finden und nicht bereits in der Liste der Kulturgüter enthalten sind.

## Kulturgüter
| Foto |                                                                                      | Objekt                                                          | Kat. | Typ | Standort                             | Beschreibung |
| ---- | ------------------------------------------------------------------------------------ | --------------------------------------------------------------- | ---- | --- | ------------------------------------ | ------------ |
| ja   | Datei hochladen · Wikidata zu Aussenanlage Oberstufenschulhaus Stettbach (Q29933517) | Aussenanlage des Oberstufenschulhauses Stettbach KGS-Nr.: 10858 | B    | G   | Dübendorfstrasse 158 686242 / 250704 |              |

## Übrige Baudenkmäler
| ID       | Foto |                                                                          | Objekt                             | Kat.   | Typ | Standort                                | Beschreibung |
| -------- | ---- | ------------------------------------------------------------------------ | ---------------------------------- | ------ | --- | --------------------------------------- | ------------ |
| 27400026 | ja   | Datei hochladen                                                          | Kehlhof                            | B reg. | G   | Stettbachstrasse 51 685665 / 250924     |              |
| SW238    | ja   | Datei hochladen                                                          | Wohnhaus                           | C      | G   | Bocklerstrasse 24 685371 / 250878       |              |
| SW274    | ja   | Datei hochladen                                                          | Wohnhaus                           | C      | G   | Bocklerstrasse 25 685380 / 250862       |              |
| SW1737   | ja   | Datei hochladen                                                          | Schulhaus Friedrichstrasse         | C      | G   | Friedrichstrasse 21 685280 / 251070     |              |
| SW3913   | ja   | Datei hochladen                                                          | Wohnhaus                           | C      | G   | Winterthurerstrasse 483 685389 / 250970 |              |
| SW3922   | ja   | Datei hochladen                                                          | Wohnhaus                           | C      | G   | Winterthurerstrasse 511 685502 / 250955 |              |
| SW5358   | ja   | Datei hochladen · Wikidata zu Kirche Schwamendingen (Zürich) (Q21035585) | Alte Kirche Schwamendingen         | C      | G   | Stettbachstrasse 57 685709 / 250935     |              |
| SW5852   |      | Datei hochladen                                                          | Wohnhaus                           | C      | G   | Bocklerstrasse 48 685238 / 250824       |              |
| SW5854   | ja   | Datei hochladen                                                          | Bauernhaus St.-Niklausen-Kilchhuob | C      | G   | Bocklerstrasse 14 685397 / 250914       |              |
| SW6236   | ja   | Datei hochladen                                                          | Restaurant Blume                   | C      | G   | Winterthurerstrasse 534 685647 / 250991 |              |
| SW6461   | ja   | Datei hochladen                                                          | Bauernhaus                         | C      | G   | Winterthurerstrasse 478 685359 / 250927 |              |

Legende: Im Wesentlichen siehe Legende der Liste der Kulturgüter von nationaler und regionaler Bedeutung, mit folgenden Ausnahmen:
- Anstelle der KGS-Nummer wird als Objekt-Identifikator (ID) die Inventarnummer im Verzeichnis der Objekte von überkommunaler Bedeutung des kantonalen Denkmalschutzamtes verwendet.
- Bei den Kategorien wird wie folgt unterschieden: B kant. = Objekt von kantonaler Bedeutung (Kanton Zürich); B reg. = Objekt von regionaler Bedeutung (Kanton Zürich).